# Heteropterys colombiana
Heteropterys colombiana är en tvåhjärtbladig växtart som beskrevs av W.R.Anderson. Heteropterys colombiana ingår i släktet Heteropterys och familjen Malpighiaceae. Inga underarter finns listade i Catalogue of Life.